# Eugène Burnand

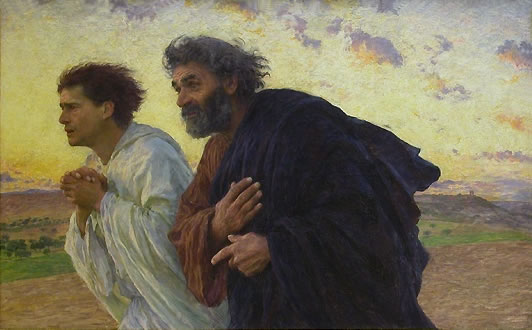
Lärjungarna av Burnand.

Charles Louis Eugène Burnand, född 30 augusti 1850 och död 4 februari 1921, var en schweizisk målare och raderare.
Burnands tavlor präglas av en realistisk stil, även efter 1890, då han huvudsakligen inriktade sig mot religiösa motiv. Ett av hans mer kända verk är Lärjungarna, Musée d’Orsay. Burnard har illustrerat Frédéric Mistrals Mireille.